# Тетерка (река, впадает в Рандозеро)
Тетерка — река в России, протекает по территории Святозерского сельского поселения Пряжинского района Республики Карелии. Длина реки — 16 км.

## Общие сведения
Река берёт начало из Важинского болота на высоте выше 127,1 м над уровнем моря.
Река в общей сложности имеет четырнадцать малых притоков суммарной длиной 34 км. Один из притоков — Важозерка, вытекает из Важозера.
Впадает на высоте выше 117,4 м над уровнем моря в Рандозеро — исток реки Рандозерки, впадающей в реку Важинку, правый приток Свири.
Населённые пункты на реке отсутствуют.
Код объекта в государственном водном реестре — 01040100712102000012523.